# Plejd
Plejd AB är ett svenskt företag som utvecklar produkter och tjänster inom belysning och hemautomation. 

## Historia
Plejd grundades 2009 av Erik Calissendorff och var i början ett företag som byggde smarta system för lyxyachter med styrning av bland annat TV, AC, gardiner och lampor. År 2015 blev yachtdelen ett externt bolag och istället bestämde sig företaget att börja utveckla smarta produkter för hemmet, främst till styrning av belysning. Deras produkter skulle använda sig av kommunikationstekniken Bluetooth, då den är billig, energieffektiv och mer driftsäker än till exempel Wi-Fi.
Första gången som Plejd visade upp sin produkt "Dosdimmer" var under Elfack 2015, en årlig elmässa i Göteborg. Företaget blev snabbt stort och hade i början problem med att hålla produktionstakten i nivå med efterfrågan.

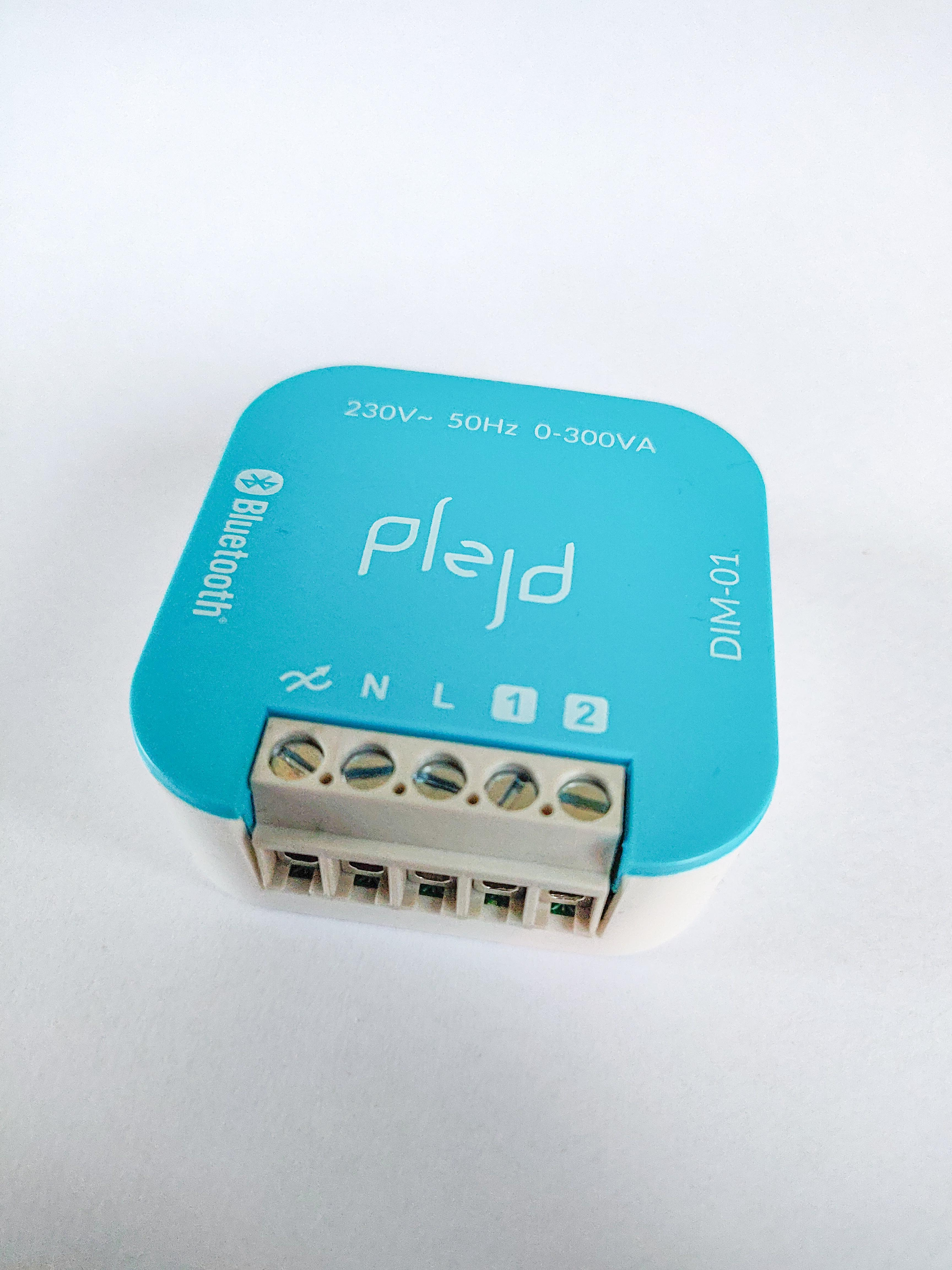
Dosdimmer - Plejds första produkt inom hemautomation.

I början av 2018 köpte Schneider Electric cirka 13,75 % av Plejds aktiekapital och  blev därmed ny storägare av företaget. Plejd expanderade även till Finland och Norge vid samma tid. Senare på hösten 2018 släpptes den efterlängtade "Plejd Gateway" som gav möjligheten för kunden att kunna styra produkterna utan att vara hemma då  styrenheterna kopplas mot hemmets nätverk istället för att använda Bluetooth .
I april 2020 sålde Schneider Electric alla sina 1,4 miljoner aktier, 13,75 %, i Plejd AB. Anledningen var att företagen inte fick de samarbeten som de hade hoppas på och som var största anledningen till köpet 2018.